# Betzenstein
Betzenstein är en stad i Landkreis Bayreuth i Regierungsbezirk Oberfranken i förbundslandet Bayern i Tyskland.  Staden ligger i Frankiska Schweiz, cirka 35 kilometer norr om Nürnberg och hadr cirka 2 500 invånare.
Staden ingår i kommunalförbundet Betzenstein tillsammans med köpinge Plech.

## Historia
På platsen anlades det under 1100-talet en borg som sedan kom att benämnas efter den lokala adelsfamiljens namn. Själva namnet Betzenstein nämndes för första gången i ett dokument skrivet av Friedrich von Betzenstein år 1187, och staden erhöll år 1359 marknads- och stadsrättigheter av kejsar Karl IV. Samtidigt erhöll man rättigheterna att befästa staden med skyddsmurar och stadens status likställdes med Nürnberg. Staden växte och kom att spela en allt större roll i regionen. Staden kom dock att komma in i en nedgångsperiod i och med det bayerska tronföljdskriget år 1418. 
Från 1505 till införlivandet i Bayern år 1806 tillhörde staden med omnejd Reichsstadt Nürnberg som sedan 1500 var en del av den Frankiska kretsen.
Under 1800-talet växte staden utåt och området omkring stadskärnan bebyggdes. Under slutet av 1800-talet nåddes Betzenstein av järnvägen. 

Betzenstein med omgivning. I bakgrunden kan slottet beskådas. Panoramabild från September 2013